# 広島市立大塚小学校
広島市立大塚小学校（ひろしましりつ おおづかしょうがっこう）は、広島県広島市安佐南区大塚西六丁目にある公立小学校。

## 概要
広島市安佐南区北西部、ひろしま西風新都に位置する小学校。児童数は943名（2012年4月現在）。
開校後、周辺団地の開発に伴って児童は急激に増加し、平成17年度（2005年度）以降は児童数が1000名を超える市内有数の大規模な学校であった。その後平成20年度（2008年度）の1208名をピークに児童数は減少傾向にある。

## 沿革
- 1995年（平成7年） - 広島市立伴小学校より分離開設。開設時の児童数181名。
- 2003年（平成15年） - 広島市立伴南小学校が当校より分離新設。それに伴い児童分離。

## 学区
- 広島市安佐南区[2]
  - 伴中央七丁目(一部)
  - 大塚東一丁目～同三丁目
  - 大塚東町
  - 大塚西一丁目(一部)
  - 大塚西二丁目(一部)
  - 大塚西三丁目～同七丁目
  - 大塚西町

上記地区は下城ハイツ、藤興園、A.CITYにあたる。

## 著名な卒業生
- 柳田悠岐ープロ野球選手

## 交通アクセス
- バス - 広電バス、花の季台・こころ団地線「せせらぎ公園」停または「広域公園テニスコート」停より徒歩5分。
- 広島高速交通広島新交通1号線（アストラムライン） - 大塚駅より徒歩20分。

## 周辺施設
- 広島市立大塚中学校 - 敷地が隣接している。
- 広島広域公園
- 広島市立伴南小学校